# Mallory Point
Mallory Point är en udde i Antarktis. Den ligger i Östantarktis. Australien gör anspråk på området.
Terrängen inåt land är varierad. Havet är nära Mallory Point åt nordost. Trakten är obefolkad. Det finns inga samhällen i närheten.